# Фальковский, Якуб
Францишек Якуб Фальковский (пол. Franciszek Jakub Falkowski Doliwa; 1774—1848) — римско-католический священник педагог и филантроп; основатель института глухонемых, член Королевского общества друзей наук в Варшаве (1829).

## Биография
Якуб Фальковский родился 29 апреля 1774 года в селе Будзеве (позднее Бельского уезда Гродненской губернии). По окончании в Варшавской главной школе гимназического курса в школе пиаристов в Дрогичине, он вступил в их конгрегацию в 1792 году для богословского образования и, рукоположенный в священники в 1795 году, был последовательно учителем средних учебных заведений в Дрогичине, Ломже и Щучине, где в 1807 году исполнял обязанности ректора.
Здесь Я. Фальковский, активно принимая участие в судьбе нескольких глухонемых детей, задался мыслью изыскать наиболее удобный способ их обучения. По двукратной поездке с этой целью за границу и надлежащем уяснении применявшегося им с пользою звукового метода обучения глухонемых членораздельной речи и искусству чтения по губам говорящего, он приглашен был в 1817 году учебным начальством в Царстве Польском устроить в Варшаве воспитательное заведение для глухонемых: благодаря щедрому пожертвованию на сей предмет Императора Александра I в 1822 году институт был открыт, и Фальковский стал первым его директором и учителем.
Состоя вместе с тем настоятелем воздвигнутого в то время в Варшаве иждивением императора костёла Святого Александра (он был первым его пастором), Фальковский все свои доходы и заботы обращал на развитие и усовершенствование названного учреждения, преобразованного впоследствии в институт глухонемых и слепых. Удрученный непосильными трудами, Фальковский удалился в 1837 году на покой в село Гузов, где до конца жизни руководил в течение десяти лет начальною школой.
Из литературно-ученых трудов сего почтенного педагога, писавшего на польском языке, наиболее известны: «Разнообразные поучения для детей», 7 выпусков, Варшава 1828—1829 гг., «Замечания о воспитании глухонемых», и несколько руководств-словарей для них, в рукописях, хранившихся в библиотеке означенного института.
Якуб Фальковский умер 2 сентября 1848 года в городе Варшаве.